# نادي دونكاستر روفرز
نادي دونكاستر روفرز (بالإنجليزية: Doncaster Rovers F.C.)‏ هو أحد أندية الدوري الإنجليزي
تأسس عام 1879.